# Ольга Візінгер-Флоріан
Ольга Візінгер-Флоріан (нім. Olga Wisinger-Florian; 1 листопада 1844 — 27 лютого 1926) — австрійська художниця- імпресіоніст. Писала переважно пейзажі та квіткові натюрморти. Вона була представницею австрійського «Stimmungsimpressionismus» (Імпресіонізм настрою), вільної групи австрійських художників-імпресіоністів, що вважалась авангардом у 1870-х і 1880-х роках.

## Життєпис
Візінгер-Флоріан народилася і все життя прожила у Відні. Вона брала приватні уроки у 19-річному віці. Розчарована своїм прогресом та якістю викладання, вона слідувала побажанням своїх батьків і продовжила навчання як концертний піаніст у Джуліуса Епштейна . З 1868 по 1873 рік вона мала певний успіх як піаністка, поки травма руки не змусила її покинути гру на піаніно.
У 30 років Візінгер-Флоріан повернулася до живопису і повністю присвятила його вивченню. Спочатку навчалася у Августа Шеффера, а потім у Еміля Якоба Шиндлера. Коли їй було 35 років, вона була включена у виставку Віденської асоціації мистецтв. Вона була однією з дев'яти жінок, яких попросили внести свій вклад у Die österreichisch-Ungarische Monarchie, енциклопедію земель та народів Австро-Угорської імперії, що складається з 24 частин, — серед інших жінок, Візінгер-Флоріан була самотньою австрійкою.
З 1881 року вона регулярно демонструвала картини на щорічних виставках у будинку художника, а пізніше часто демонструвала на виставках у Відні. Робота, яку вона показала на паризьких та чиказьких міжнародних виставках, заслужила її визнання у всьому світі. Візінгер-Флоріан виставляла свої роботи в Палаці образотворчих мистецтв та Будинку жінки на Всесвітній колумбійській виставці 1893 року в Чикаго, штат Іллінойс. Художник, який також брав активну участь у жіночому русі середнього класу того часу, був нагороджений численними відзнаками та призами. Ранні картини Візінгера-Флоріана можна віднести до так званого австрійського імпресіонізму настрою. У своїх пейзажних картинах вона застосувала піднесений підхід Шиндлера до природи. Мотиви, які вона використовувала, такі як види на проспекти, сади та поля, сильно нагадували роботу її вчителя. Однак, порвавши з Шиндлером у 1884 році, художниця пішла своїм шляхом. Її концепція пейзажів стала більш реалістичною. Її пізня робота відрізняється жахливою палітрою з помітними відтінками експресіонізму. З пейзажами та квітковими малюнками, які вже були експресіоністичними в палітрі до 1890-х років, вона випередила свій час.
Незважаючи на свій пізній початок як художник, Візінгер-Флоріан користувалася популярністю у fin de siècle Vienna. Її роботи були включені у виставку «Місто жінок: жінки-художниці» у Відні з 1900 по 1938 рік у Österreichische Galerie Belvedere.

## Вибрані картини

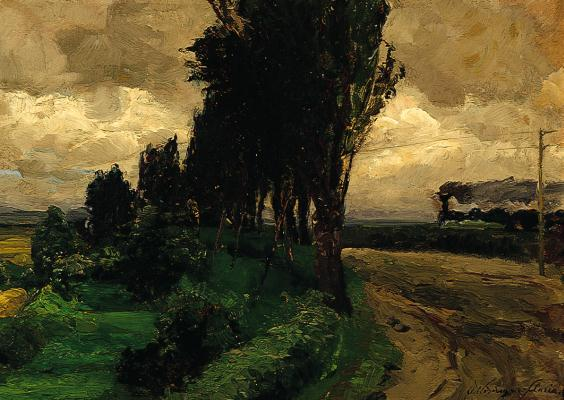
Пейзаж
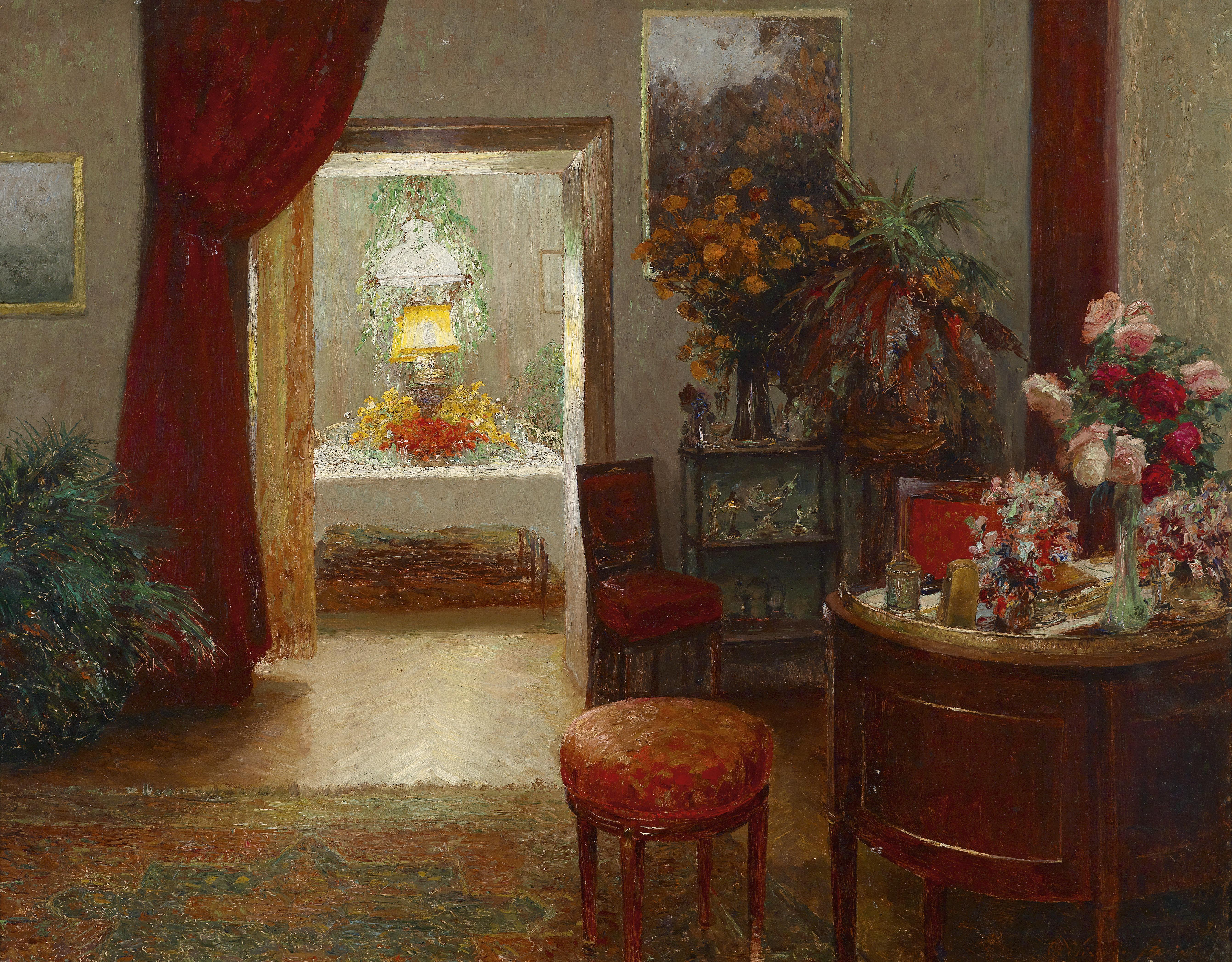
Інтер'єр з оформленим столом
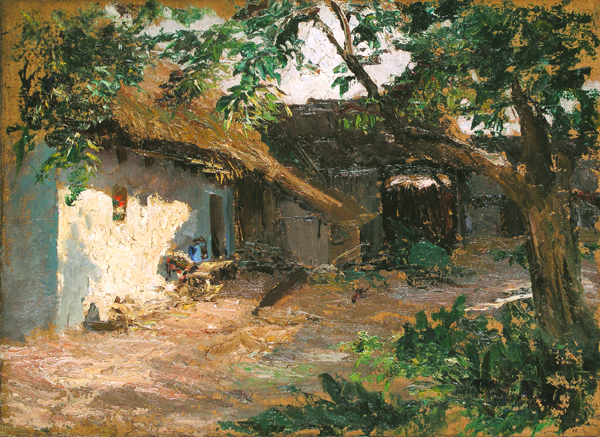
Фермерський будинок в Етцдорфі
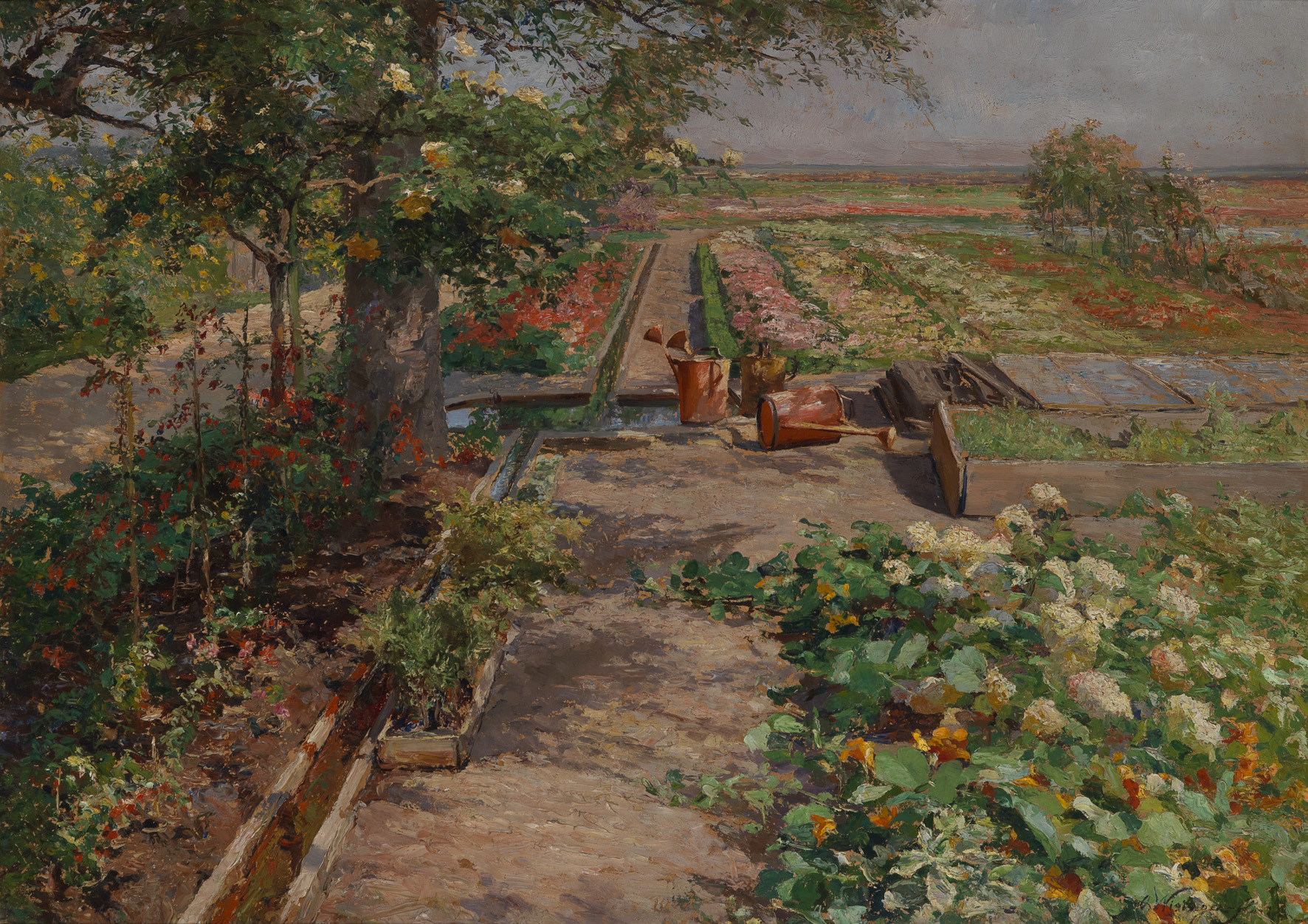
У саду